# 黒川伸一
黒川 伸一（くろかわ しんいち、1964年 - ）は、日本の法学者。専門は憲法。旭川大学教授。中央大学法学部卒。中央大学大学院博士後期課程単位取得後退学。大学院では長尾一紘に師事。定年退職した本間正信の後任として現職に2003年に着任。

## 共著
- （岡田信弘編）『憲法のエチュード』（八千代出版、2004年）
- （工藤達朗編）『よくわかる憲法』（ミネルヴァ書房、2006年）